# El rigor del destino
El rigor del destino es una película argentina dramática-histórica de 1985 escrita y dirigida por Gerardo Vallejo y protagonizada por Carlos Carella, Víctor Laplace, Leonor Manso y Ana María Picchio. Se estrenó el 29 de agosto de 1985 y fue galardonada con el Premio Colón de Oro en el Festival de Cine Iberoamericano de Huelva, de ese mismo año.

## Sinopsis
El reencuentro de un niño de Tucumán con su abuelo lo lleva a recuperar la historia de su padre, quien fue un destacado abogado de trabajadores y luchador por la justicia social

## Reparto
| Actor               | Personaje |
| ------------------- | --------- |
| Carlos Carella      |           |
| Víctor Laplace      |           |
| Leonor Manso        |           |
| Ana María Picchio   |           |
| Alberto Benegas     |           |
| Alejandro Copley    |           |
| Rafael Desanti      |           |
| Alejo Ávila         |           |
| Rosa Ávila          |           |
| Silvia Quintana     |           |
| Fernando Arce       |           |
| Liliana Barrionuevo |           |
| Alfredo Fénix       |           |
| Susana Romero       |           |

## Producción
Fue filmada en Eastmancolor.

## Comentarios
Claudio España en La Nación opinó: 

«Lamentablemente Vallejo no fue hasta las últimas consecuencias en el aprovechamiento de los actores del lugar que debe haberlos y recurrió al simple esquema de conseguir actores importantes.»

Clarín dijo: 

«Un estimulante trabajo del cine nacional…Carlos Carella reitera una vez más su indudable talento.»

César Magrini en El Cronista Comercial escribió: 

«Vallejo conduce el relato en unidades narrativas breves, concisas, perfectas..»